# Institut Yamasa

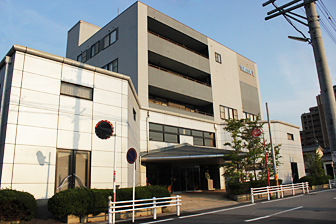
YAMASA 2, hlavní budova Institutu Yamasa.

Institut Yamasa (japonsky: YAMASA言語文化学院 – Yamasa gengo bunka gakuin) je soukromá jazyková škola japonského jazyka v Okazaki v prefektuře Aiči v Japonsku. 
Institut byl založen Nadací Hattori, neziskovou organizací založenou v roce 1919. Výuka byla zahájena v roce 1989. Škola si v poměrně krátké době vybudovala dobrou reputaci.
Kampus se nachází blízko stanice JR Okazaki.
Škola nabízí různé druhy kurzů, jak pouze jazykových tak i s výukou japonské kultury a krátkých výletů na zajímavá místa. 
Hlavní kurzy jsou SILAC (krátkodobý kurz zaměřený na konverzaci) a AIJP (dlouhodobý, až dvouletý akademický kurz).
Během léta na škole studuje přes 150 studentů. Od svého založení Yamasu navštívili studenti z více než 80 zemí.
Institut má také své vlastní studentské ubytovny a program pobytů v japonských rodinách v Okazaki a okolí.